# 空心阴极灯

中空陰極燈的概略圖

空心阴极灯（Hollow-cathode lamp，HCL），也稱為中空陰極燈，是一种冷阴极灯，在物理和化学中用作光谱线源（如原子吸收光谱仪）和光源（例如激光等）的频率调节器。空心阴极灯通常由一个玻璃管组成，其中包含一个阴极、一个阳极和一个缓冲气体（通常是一种稀有气体）。